# Ágnes Szávay
Ágnes Szávay (ur. 29 grudnia 1988 w Kiskunhalas) – węgierska tenisistka, zwyciężczyni turniejów z cyklu WTA Tour w grze pojedynczej i podwójnej, mistrzyni trzech wielkoszlemowych imprez juniorskich – French Open 2005 w singlu i deblu oraz Wimbledon 2005 w deblu, reprezentantka kraju w Pucharze Federacji.

## Kariera

### Sezony 2004-2006
Ágnes Szávay została profesjonalną tenisistką w 2004 roku. Jeszcze w 2004 osiągnęła pierwszy większy sukces zawodowy, dochodząc do finału turnieju debla w Budapeszcie. W 2005 wygrała juniorski turniej French Open 2005. Choć w tym sezonie tylko trzykrotnie dostała się do głównej drabinki turniejowej, zdołała osiągnąć półfinał turnieju w Modenie. Razem z Michaëllą Krajicek osiągnęła finał w Hasselt, a także półfinały w dwóch innych turniejach. W 2006 w Bogocie odpadła w drugiej rundzie singla, ale w parze z Jasmin Wöhr doszła do finału debla. Ponadto, brała udział głównie w turniejach rangi ITF. Reprezentowała Węgry w Pucharze Federacji.

### Sezon 2007
W 2007 roku miała dodatni bilans meczów singlowych. Udało się jej zakwalifikować do turnieju w Paryżu, gdzie przegrała w pierwszej rundzie z Camille Pin. Na początku roku osiągnęła ćwierćfinał debla w parze z Émilie Loit w Auckland, potem drugą rundę Australian Open 2007 w parze z Michaëllą Krajicek. Osiągnęła w parze z Vladimírą Uhlířovą finał turnieju w Ad-Dausze. Wynik ten poprawiły dwa miesiące później w Budapeszcie, odnosząc tam zdecydowane zwycięstwo nad Gabrielą Navrátilovą i Martiną Müller. Było to jej pierwsze zwycięstwo zawodowe w karierze, także dla jej partnerki.
Pierwsze indywidualne zwycięstwo w turnieju rangi WTA Tour osiągnęła w lipcu 2007. Wygrała turniej w Palermo, pokonując po drodze w ćwierćfinale Agnieszkę Radwańską.
W sierpniu dotarła do finału turnieju WTA II kategorii w New Haven, począwszy na eliminacjach kwalifikacyjnych. W finale wygrała pierwszego seta ze Swietłaną Kuzniecową 6:4, ale w drugim, w wyniku narastającego bólu pleców, zmuszona była poddać mecz (krecz) przy stanie 0:3.
Dużym sukcesem zakończyła start w US Open 2007, gdzie zanotowała swój najlepszy wynik w dotychczasowych startach w grze pojedynczej w turniejach wielkoszlemowych, dochodząc do ćwierćfinału jako jedyna nierozstawiona zawodniczka. Pokonała kolejno, w dwóch setach, Sandrę Klösel, Michaëllę Krajicek, Nadieżdę Pietrową i Juliję Wakułenko, przegrywając dopiero ze Swietłaną Kuzniecową 1:6, 4:6.
We wrześniu odniosła drugi triumf w turnieju rangi WTA Tour. Tym razem zwyciężyła w Pekinie. W finale pokonała faworytkę zawodów, Jelenę Janković 6:7, 7:5, 6:2.

### Sezon 2008
Sezon rozpoczęła od deblowego triumfu w Auckland. Nieoczekiwanie poniosła porażkę w I rundzie Australian Open 2008, gdzie pokonała ją Jekatierina Makarowa. W turnieju drugiej kategorii w Paryżu, dotarła do finału, gdzie przegrała z Rosjanką Anną Czakwetadze 3:6, 6:2, 2:6.
W Antwerpii, Ad-Dausze i Dubaju odpadała w pierwszej rundzie. Następnie osiągała drugie rundy w Bangalore i w Miami.
W Amelia Island osiągnęła ćwierćfinał, w którym uległa dopiero Lindsay Davenport. Także ćwierćfinał uzyskała w Charleston, gdzie musiała uznać wyższość Alizé Cornet. W Rzymie osiągnęła drugą rundę, a w Berlinie w ćwierćfinale przegrała z Aną Ivanović. Na French Open, zarówno w grze pojedynczej jak i podwójnej osiągnęła trzecią rundę.
Następnie jako najwyżej rozstawiona wystąpiła w Budapeszcie i Bad Gastein. W pierwszym turnieju osiągnęła drugą rundę, a w drugim – półfinał. Na Wimbledonie awansowała do czwartej rundy singla, trzeciej rundy debla i drugiej rundy miksta. Turniej w Sztokholmie zakończyła po swoim drugim meczu.
Zawody na Letnich Igrzyskach Olimpijskich 2008 zakończyła na pierwszej rundzie gry pojedynczej i podwójnej. W New Haven awansowała do ćwierćfinału. Z US Open odpadła po drugim spotkaniu.
W Tokio przegrała w pierwszej rundzie singla i ćwierćfinale gry podwójnej. W Pekinie wygrała jeden mecz w grze pojedynczej. Zawody w Stuttgarcie, Zurychu i Linzu kończyła na pierwszej rundzie.

### Sezon 2009

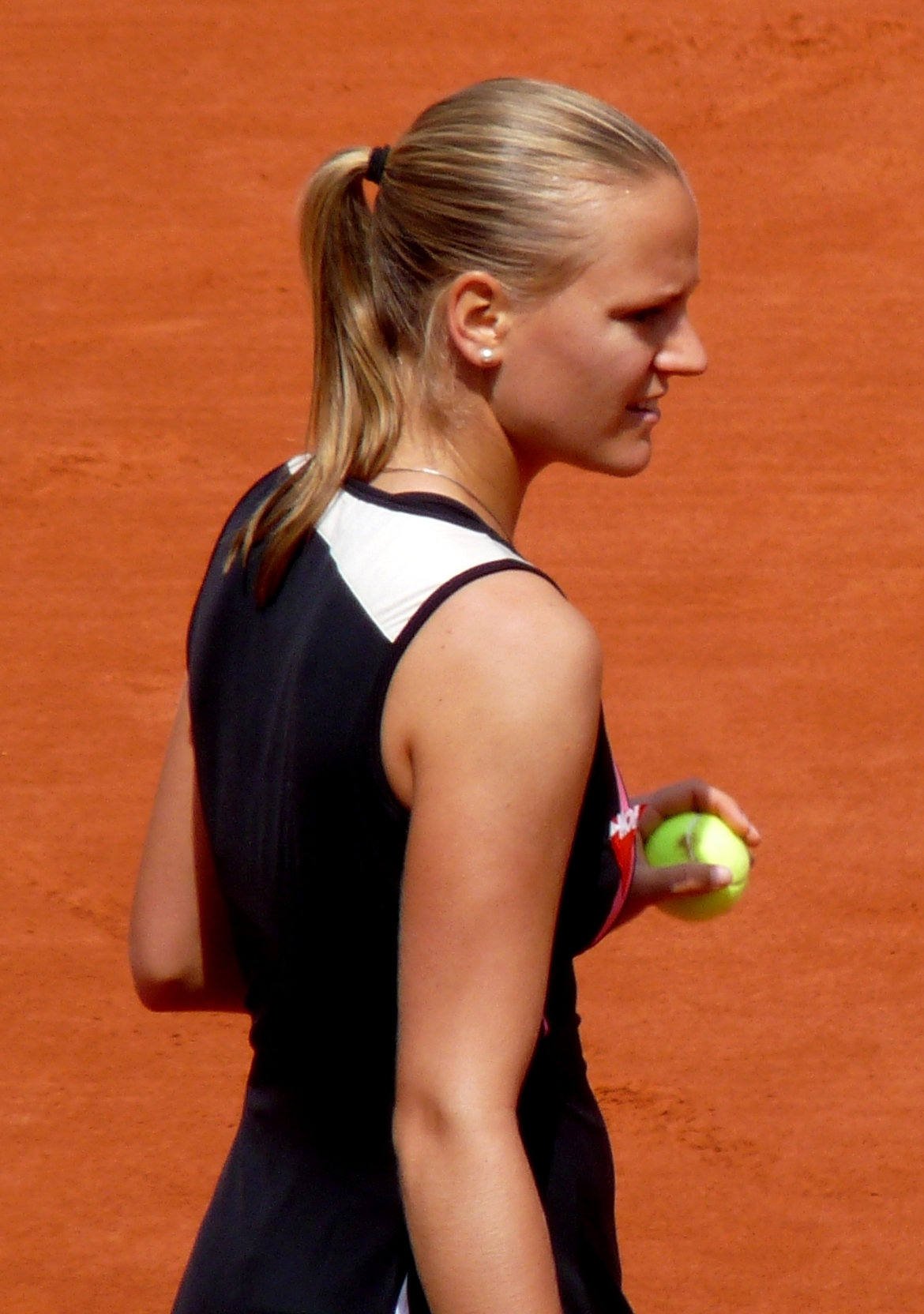
Szávay podczas French Open

Sezon 2009 rozpoczęła od porażki w pierwszej rundzie w Hobart. W grze pojedynczej na Australian Open także odpadła w tej fazie rozgrywek. W grze podwójnej natomiast awansowała do trzeciej rundy. Udział w Paryżu także skończyła na pierwszej rundzie. W Acapulco, gdzie występowała jako szczęśliwa przegrana, uległa dopiero Venus Williams w ćwierćfinale. Później osiągnęła drugą rundę w Monterrey.
W Indian Wells w czwartej rundzie przegrała z Agnieszką Radwańską, z którą wystąpiła w zawodach deblowych. W Miami i w Madrycie Węgierka ponownie zdobyła punkty za czwartą rundę, w Stuttgarcie awansowała do drugiej rundy, a w Rzymie i w Dubaju odpadła po pierwszym spotkaniu.
Na French Open osiągnęła czwartą rundę singla, pokonując wcześniej m.in. Venus Williams. W deblu odpadła w drugiej rundzie po porażce z siostrami Williams. Na Wimbledonie nie wygrała meczu.
Następnie grała w Budapeszcie, gdzie osiągnęła kolejne w karierze zwycięstwo w zawodach WTA Tour. W meczu finałowym pokonała Patty Schnyder 2:6, 6:4, 6:2. W Los Angeles osiągnęła pierwszą rundę singla, natomiast w Cincinnati i Toronto – drugą. W swoim pierwszym spotkaniu na US Open przegrała z Szachar Pe’er. W deblu zwyciężyła w jednym spotkaniu.
Kolejnymi zawodami, w których wzięła udział, był turniej w Tokio. Odpadła tam już po swoim pierwszym meczu. W Pekinie również nie zdołała osiągnąć zwycięstwa w grze pojedynczej, a w grze podwójnej, jako zawodniczka, alternatywna, osiągnęła drugą rundę. W Moskwie natomiast pokonała jedną przeciwniczkę w singlu. W kończącym sezon Turnieju Mistrzyń nie wygrała ani jednego meczu, kończąc tym samym rywalizację w grupie na ostatnim miejscu.

### Sezon 2010
Sezon 2010 rozpoczęła od udziału w turniejach australijskich – w Brisbane, w Sydney oraz na Australian Open w grze pojedynczej i podwójnej osiągnęła drugą rundę.
W Paryżu, Acapulco i Monterrey wygrywała po dwa spotkania. Podobnie grała w Indian Wells i Miami, gdzie przegrała z najwyżej rozstawioną, Swietłaną Kuzniecową.
W Stuttgarcie wygrała po jednym meczu w każdej konkurencji. W Estoril nie wygrała meczu, choć była rozstawiona z numerem pierwszym. W Madrycie skreczowała w swoim pierwszym meczu.
Na French Open, tak samo jak w pierwszym wielkoszlemowym turnieju w sezonie, wygrała po jednym meczu w grze pojedynczej i podwójnej. Także jeden mecz wygrała w Eastbourne. Podczas Wimbledonu osiągnęła pierwszą rundę singla i ćwierćfinał debla.
Następnie wystąpiła w Budapeszcie, gdzie broniła tytułu. W finale, tak samo jak przed rokiem, pokonała Patty Schnyder. W następnym tygodniu brała udział w zawodach w Pradze. Pokonała w nich Barborę Záhlavovą-Strýcovą wynikiem 6:2, 1:6, 6:2. W zawodach deblowych osiągnęła finał. Później w Montrealu osiągnęła trzecią rundę.
Na US Open przegrała w drugiej rundzie gry pojedynczej z Flavią Pennettą. W deblu nie awansowała do drugiej rundy. W Seulu osiągnęła półfinał, w którym przegrała z Alisą Klejbanową 3:6, 2:6. W Tokio skreczowała w pierwszym spotkaniu. Ostatnim turniejem, w którym wzięła udział w 2010 roku, były zawody w Pekinie. Osiągnęła w nich pierwszą rundę singla i ćwierćfinał debla.

### Sezon 2011
W sezonie 2011 Węgierka nie wystąpiła na Australian Open, Wimbledonie i US Open.
Pierwszym turniejem w roku dla Szávay były zawody w Indian Wells. Osiągnęła w nich drugą rundę gry pojedynczej i pierwszą rundę gry podwójnej. Takie same wyniki uzyskała w drugim turnieju WTA Premier Mandatory, w Miami. W Marbelli zanotowała półfinał debla (przegrała przez krecz) i drugą rundę singla. W Madrycie zwyciężyła w pierwszym meczu, by kolejny oddać walkowerem. W Brukseli odpadła po kreczu w swoim pierwszym meczu. We French Open osiągnęła pierwszą rundę singla i drugą debla, w której przegrała przez krecz.

### Sezon 2012
Sezon 2012 rozpoczęła od porażki w pierwszej rundzie kwalifikacji do turnieju w Stuttgarcie. Na igrzyskach olimpijskich wystąpiła dzięki chronionemu rankingowi. W grze pojedynczej przegrała w pierwszej rundzie Eleną Baltachą 3:6, 3:6. W deblu także zanotowała pierwszą rundę. Jej następnym turniejem w roku były zawody w New Haven, gdzie nie wygrała meczu.
Ostatnim turniejem w karierze, w którym Ágnes Szávay wzięła udział, był wielkoszlemowy US Open. W grze pojedynczej skreczowała przy stanie 4:6, 2:3 w meczu z rodaczką, Grétą Arn. W grze podwójnej również przegrała w pierwszym meczu, w którym partnerowała jej także Węgierka, Melinda Czink.

### Sezon 2013
W lutym 2013 roku Szávay ogłosiła zakończenie profesjonalnej kariery z powodu problemów z kręgosłupem.

## Finały turniejów WTA
| Legenda                     | Legenda |
| --------------------------- | ------- |
| Wielki Szlem                |         |
| Igrzyska olimpijskie        |         |
| WTA Tour Championships      |         |
| 1988 – 2008                 |         |
| Kategoria I                 |         |
| Kategoria II                |         |
| Kategoria III               |         |
| Kategoria IV                |         |
| Kategoria V                 |         |
| 2009 – 2020                 |         |
| WTA Premier Mandatory       |         |
| WTA Premier 5               |         |
| WTA Premier                 |         |
| WTA International Series    |         |
| WTA 125K series (2012–2020) |         |

### Gra pojedyncza
| Końcowy wynik | Nr | Data             | Turniej   | Nawierzchnia  | Przeciwniczka              | Wynik finału     |
| ------------- | -- | ---------------- | --------- | ------------- | -------------------------- | ---------------- |
| Zwyciężczyni  | 1. | 22 lipca 2007    | Palermo   | Ceglana       | Martina Müller             | 6:0, 6:1         |
| Finalistka    | 1. | 25 sierpnia 2007 | New Haven | Twarda        | Swietłana Kuzniecowa       | 6:4, 0:3 krecz   |
| Zwyciężczyni  | 2. | 23 września 2007 | Pekin     | Twarda        | Jelena Janković            | 6:7(7), 7:5, 6:2 |
| Finalistka    | 2. | 10 lutego 2008   | Paryż     | Twarda (hala) | Anna Czakwetadze           | 3:6, 6:2, 2:6    |
| Zwyciężczyni  | 3. | 12 lipca 2009    | Budapeszt | Ceglana       | Patty Schnyder             | 2:6, 6:4, 6:2    |
| Zwyciężczyni  | 4. | 11 lipca 2010    | Budapeszt | Ceglana       | Patty Schnyder             | 6:2, 6:4         |
| Zwyciężczyni  | 5. | 18 lipca 2010    | Praga     | Ceglana       | Barbora Záhlavová-Strýcová | 6:2, 1:6, 6:2    |

### Gra podwójna
| Końcowy wynik | Nr | Data                 | Turniej     | Nawierzchnia    | Partnerka          | Przeciwniczki                       | Wynik finału |
| ------------- | -- | -------------------- | ----------- | --------------- | ------------------ | ----------------------------------- | ------------ |
| Finalistka    | 1. | 2 maja 2004          | Budapeszt   | Ceglana         | Virág Németh       | Petra Mandula Barbara Schett        | 3:6, 2:6     |
| Finalistka    | 2. | 30 października 2005 | Hasselt     | Dywanowa (hala) | Michaëlla Krajicek | Émilie Loit Katarina Srebotnik      | 3:6, 4:6     |
| Finalistka    | 3. | 26 lutego 2006       | Bogota      | Ceglana         | Jasmin Wöhr        | Gisela Dulko Flavia Pennetta        | 6:7(1), 1:6  |
| Finalistka    | 4. | 3 marca 2007         | Ad-Dauha    | Twarda          | Vladimíra Uhlířová | Martina Hingis Marija Kirilenko     | 1:6, 1:6     |
| Zwyciężczyni  | 1. | 29 kwietnia 2007     | Budapeszt   | Ceglana         | Vladimíra Uhlířová | Martina Müller Gabriela Navrátilová | 7:5, 6:2     |
| Finalistka    | 5. | 29 lipca 2007        | Bad Gastein | Ceglana         | Vladimíra Uhlířová | Lucie Hradecká Renata Voráčová      | 3:6, 5:7     |
| Zwyciężczyni  | 2. | 5 stycznia 2008      | Gold Coast  | Twarda          | Dinara Safina      | Yan Zi Zheng Jie                    | 6:1, 6:2     |
| Finalistka    | 6. | 18 lipca 2010        | Praga       | Ceglana         | Monica Niculescu   | Timea Bacsinszky Tathiana Garbin    | 5:7, 6:7(4)  |

## Finały juniorskich turniejów wielkoszlemowych

### Gra pojedyncza (2)
| Końcowy wynik | Rok  | Turniej         | Nawierzchnia | Przeciwniczka      | Wynik finału |
| Finalistka    | 2005 | Australian Open | Twarda       | Wiktoryja Azaranka | 2:6, 2:6     |
| Zwyciężczyni  | 2005 | French Open     | Ceglana      | Raluca Olaru       | 6:2, 6:1     |

### Gra podwójna (3)
| Końcowy wynik | Rok  | Turniej         | Nawierzchnia | Partnerka          | Przeciwniczki                      | Wynik finału  |
| Finalistka    | 2005 | Australian Open | Twarda       | Nikola Fraňková    | Wiktoryja Azaranka Marina Erakovic | 0:6, 2:6      |
| Zwyciężczyni  | 2005 | French Open     | Ceglana      | Wiktoryja Azaranka | Raluca Olaru Amina Rakhim          | 4:6, 6:4, 6:0 |
| Zwyciężczyni  | 2005 | Wimbledon       | Trawiasta    | Wiktoryja Azaranka | Marina Erakovic Monica Niculescu   | 6:7, 6:2, 6:0 |